# Rotten Tomatoes
Rotten Tomatoes é um website norte-americano, agregador de críticas de cinema e televisão. A empresa foi fundada em agosto de 1998 por Senh Duong e desde janeiro de 2010 tem sido propriedade da Flixster, que, por sua vez, foi adquirida em 2011 pela Warner Bros. Em fevereiro de 2016, Rotten Tomatoes e seu site pai Flixster foram vendidos a uma filial da Comcast com o nome de Fandango. A Warner Bros. manteve uma participação minoritária nas entidades incorporadas, incluindo a Fandango. De 2007 a 2017, Matt Atchity foi o editor chefe do site.
O nome Rotten Tomatoes ("Tomates Podres" em português) deriva do hábito de o púbilco atirar tomates contra os artistas se a sua atuação desagradar. Segundo a Alexa Internet, Rotten Tomatoes é um dos 300 sites mais cotados dos EUA.

## História
Rotten Tomatoes foi lançado em 12 de agosto de 1998, como um projeto de tempo livre de Senh Duong. Seu objetivo na criação do Rotten Tomatoes foi de "criar um site onde as pessoas possam ter acesso a críticas de uma variedade de críticos nos Estados Unidos." Como fã de Jackie Chan, Duong foi inspirado para criar o site depois de coletar todos os comentários dos filmes de Chan enquanto estavam sendo publicados nos Estados Unidos. O primeiro filme cujos comentários foram apresentados no Rotten Tomatoes foi Your Friends & Neighbors (1998). O site foi um sucesso imediato, recebendo menções pela Netscape, Yahoo! e USA Today na primeira semana de seu lançamento.
Duong se juntou aos colegas da Universidade da Califórnia, Berkeley, Patrick Y. Lee e Stephen Wang, seus antigos parceiros na empresa de webdesign de Berkeley, Califórnia, Design Reactor, para seguir o Rotten Tomatoes em tempo integral. Eles lançaram oficialmente em abril de 2000.
Em junho de 2004, a IGN Entertainment adquiriu o rottentomatoes.com por uma soma não divulgada. Em setembro de 2005, a IGN foi comprada pela Fox Interactive Media da News Corp. Em janeiro de 2010, a IGN vendeu o site para a Flixster. Em maio de 2011, a Flixster foi adquirida pela Warner Bros.

## Descrição

### Porcentagem de críticas
O Rotten Tomatoes é a primeira equipe a coletar opiniões online a partir de escritores que são membros certificados de várias guias de escrita ou associações críticas de cinema. Para se tornar um crítico no local, comentários originais de um crítico deve reunir uma quantidade específica de "likes". Os classificados como "Top Critics" geralmente escrevem para um jornal notável.
| Ícone | Porcentagem | Descrição |
| ----- | ----------- | --- |
|       | 70–100%     | Certified Fresh. Os filmes de lançamento amplo com uma aprovação de 75% ou mais que são revisados por pelo menos 80 críticos, dos quais 5 são "Top Critics", recebem este selo. O selo "Certified Fresh" não permanece se a porcentagem cair abaixo de 70%. Filmes com lançamentos limitados exigem apenas 40 comentários (incluindo 5 de "Top Critics") para se qualificarem para este selo. |
|       | 60–70%      | Fresh. Filmes com uma aprovação de 60% ou mais que não atendem aos requisitos para o selo "Certified Fresh". |
|       | 0–59%       | Rotten. Filmes com uma aprovação de 0 a 59% recebem este selo. |

O site acompanha todos os comentários contados para cada filme e a porcentagem de revisões positivas é calculada. Filmes recentemente lançados podem atrair até mais de 300 críticas. Os "Top Critics", como Roger Ebert, Desson Thomson, Stephen Hunter, Owen Gleiberman, Lisa Schwarzbaum, Peter Travers e Michael Philipsare, são identificados em uma sub-lista que calcula os comentários deles separadamente. Suas opiniões também estão incluídas na classificação geral.
Quando existem comentários suficientes para formar uma conclusão, uma declaração de consenso é postado que se destina a articular as razões gerais para a opinião coletiva do filme.

### Golden Tomato Awards
No ano de 2000, o Rotten Tomatoes anunciou o RT Awards honrando os filmes mais bem avaliados do ano, de acordo com o sistema de classificação do site. Isso foi mais tarde renomeado para Golden Tomato Awards. Os filmes são divididos em categorias de lançamento amplo e de lançamento limitado. As versões limitadas são definidas como abertura em 500 ou menos cinemas no lançamento inicial. Os lançamentos de plataformas, filmes lançados inicialmente sob 600 cinemas, mas depois recebendo distribuição mais ampla, estão incluídos nesta definição. Qualquer abertura de filme em mais de 600 cinemas é considerada ampla.
Uma vez que um filme é considerado elegível, seus "votos" são contados. Cada crítico da lista do site obtém um voto (conforme determinado pela revisão), todos ponderados igualmente. Como as revisões são continuamente adicionadas, manualmente e de outra forma, uma data de corte na qual as novas críticas não são contadas em direção aos prêmios Golden Tomato são iniciados a cada ano, geralmente o primeiro do ano novo. Os comentários sem nota não são considerados para os resultados do Golden Tomato Awards.

## Recepção

### Simplificação
Em janeiro de 2010, por ocasião do 75º aniversário do New York Film Critics Circle, o seu presidente, Armond White citou o Rotten Tomatoes em particular e os agregadores de resenhas de filmes em geral como exemplos de como "a Internet se vinga da expressão individual". Ele disse que eles trabalham "despejando revisores em um site e atribuindo pontos espúrios de entusiasmo percentual para as revisões discretas". De acordo com White, tais sites "oferecem consenso como um substituto para avaliação". O diretor e produtor Brett Ratner criticou o site por "reduzir centenas de resenhas extraídas de fontes impressas e on-line para uma pontuação agregada popularizada", e sente que é "a pior coisa que temos na cultura cinematográfica de hoje". O roteirista Max Landis, após seu filme Victor Frankenstein receber uma taxa de aprovação de 24% no site, escreveu que o site "divide revisões inteiras em apenas a palavra 'sim' ou 'não', tornando críticas binárias em uma destrutiva maneira arbitrária ".

### Outros
O diretor norte-americano Martin Scorsese escreveu uma coluna no The Hollywood Reporter criticando tanto o Rotten Tomatoes quanto o CinemaScore por promover a ideia de que filmes como o de Mother! teve que ser "instantaneamente amados" para ser bem sucedido.
Ao promover o filme Suffragette (que tem uma classificação "fresca") em 2015, a atriz Meryl Streep acusou Rotten Tomatoes de representar desproporcionalmente as opiniões dos críticos de cinema masculinos, resultando em uma relação distorcida que afetou adversamente os desempenhos de filmes dirigidos por mulheres.
O Rotten Tomatoes não lançou a pontuação crítica da Liga da Justiça com base nas primeiras críticas até a estreia de seu episódio See It / Skip It na quinta-feira anterior ao seu lançamento. Alguns críticos viram o movimento como uma manobra para promover a série na web, mas alguns argumentaram que o movimento foi um conflito de interesses por conta da Warner Bros. proprietária do filme e do Rotten Tomatoes, e a morna recepção crítica aos filmes da concorrente, a DC Extended Universe, barrando Mulher-Maravilha (2017).